# Clusia carinata
Clusia carinata är en tvåhjärtbladig växtart som beskrevs av Adolf Engler. Clusia carinata ingår i släktet Clusia och familjen Clusiaceae. Inga underarter finns listade i Catalogue of Life.